# Del Tomate
Del Tomate fue un programa de televisión humorístico argentino creado por Favio Posca y emitido en 1993 por Canal 9 Libertad.
La trama se desarrolla en una taberna en la cual "El Perro" (Posca) es el dueño, y tiene como subordinados a "Tote" (quien nunca aparece en cámara), Loreto (Daniel Miranda), Wilson (Eduardo Bertoglio), El "Tanito" (Horacio Gabín), Gomex (Fernando Baleirón) y Debora (Irene Almus), y rivaliza constantemente con Justappino (Rubén Panunzio), un empresario/representante frustrado el cual quiere apadrinar siempre estrellas y quiere desbancar a El Perro. Gomex es uno de los personajes que conduce el programa, ya que vive encerrado en un viejo televisor Talent con fallas (delay) y monitoreado por "Pete" (quien nunca aparece en pantalla).

## Historia
Tras el éxito de De la Cabeza, con un elenco realmente destacado para la época, una escisión de aquel (los nombrados más abajo) deciden abrirse y establecer su propio programa. Pero lo bueno duraría poco, ya que "Del Tomate" tuvo poco éxito en la pantalla de Canal 9 en 1993 y duró apenas un par de meses. Cabe destacar, que varios de los protagonistas surgieron del legendario Parakultural. Tras ser levantado, varios migraron hacia la actuación (principalmente teatro), otros al cine, la música y cuando no, el olvido, lamentablemente.

## Protagonistas
- Favio Posca
- Irene Almus
- Matilda
- Ana Quiroga
- Fernando Baleirón
- Eduardo Bertoglio
- Paula Volpe
- Cecilia Etchegaray
- Horacio Gabín
- Hernán Gene
- Daniel Miranda
- Rubén Panunzio
- Cali Adinolfi

## Producción
- Guillermo Gius
- Elio Riso
- Luis Bulacio

## Dirección
- Rodolfo Cela
- Andrea Gregoris

## Banda sonora original
- Juan C. Bellia

## Edición
- Adrián Mauceri

### Episodios
- Episodio 1

- Datos: Q5801611